# 民間航空機貿易に関する協定
民間航空機貿易に関する協定（みんかんこうくうきぼうえきにかんするきょうてい、英：Agreement on Trade in Civil Aircraft）は、東京ラウンド諸協定のひとつとして1979年4月12日に作成され、1980年1月1日に発効した国際条約である。民間航空機貿易協定と略される。日本法においては、国会承認を経た「条約」であり、日本国政府による法令番号は、昭和55年条約第13号である。
協定の目的は、関税を撤廃することおよび貿易制限的または貿易阻害的な影響を可能な限り軽減しまたは除去することを含め、民間航空機と、その部分品および関連設備についての世界貿易を最大限に自由化することである。
なお、協定の対象となる民間航空機（Civil Aircraft）とは、「軍用航空機以外のすべての航空機（aircraft other than military aircraft）となっており、日本においては「防衛庁が調達する航空機以外のすべての航空機」として運用されている。

## 概要
他の東京ラウンド諸協定と同じく、世界貿易機関を設立するマラケシュ協定の作成に伴い、協定附属書となり、附属書4に含まれる4つの協定のうちのひとつである。同附属書に含まれる条約は複数国間貿易協定と呼ばれ、他の附属書に含まれる条約とは異なり一括受諾の対象とはされていない。このため、WTO加盟国すべてではなく、加盟国のうちでこれらの条約を別個に締結した国のみが拘束される。
ただし、ウルグアイ・ラウンド交渉で民間航空機貿易協定の改定交渉が妥結しなかったため、東京ラウンドで作成された協定をそのまま附属書4に添付することになった。
協定の主な内容は、
1. 民間航空機及びその部品[6]に対する関税の無税待遇
2. 政府の指示による調達、下請契約の強制及び誘引の禁止
3. 政府による助成、輸出信用及び民間航空機の販売の制限

である。

## 改正
協定の改正状況は次のとおりである。
1. 対象品目の拡大。
協定附属書に規定する対象品目は、十分でないと見地から協定発効直後から拡大交渉がされ、1984年3月22日に改正文書が採択され、1985年１月1日[7]に発効した、
2. 協定附属書を統一システム[8]（HS）によるものに改正するもの。
従来、協定附属書に規定する対象品目表は、カナダの関税率表番号によるもの、CCCN（関税協力理事会品目表（米国、カナダ以外の日本、EC等が採用）番号によるもの、米国の関税率表番号によるものの3本立てであったが、HSの作成に伴い各国の関税率表がHSに基づくものになることに伴い附属書をHSによるものに改正するもの1986年12月2日に改正議定書が採択され、1988年１月1日[9]に発効した、
3. 協定附属書を2002年版のHSに改正するための議定書が2001年6月6日に[10]作成された[11]。
4. 2015年11月５日に2007年版のHSに改正するための議定書が採択された。

民間航空機貿易協定の締約国（EUを含め33カ国（地域））
アルバニア、オーストリア、ベルギー、ブルガリア、カナダ、デンマーク、エジプト、エストニア、欧州連合、フランス、ジョージア、ドイツ、ギリシャ、アイルランド、イタリア、日本、ラトビア、リトアニア、ルクセンブルク、マカオ、マルタ、モンテネグロ、オランダ、ノルウェー、北マケドニア、ポルトガル、ルーマニア、スペイン、スウェーデン、スイス、台湾、イギリス、アメリカ合衆国